# Godfried Schalcken
Godfried Schalcken o Schalken (Made, 1643 – L'Aia, 16 novembre 1706) è stato un pittore olandese.

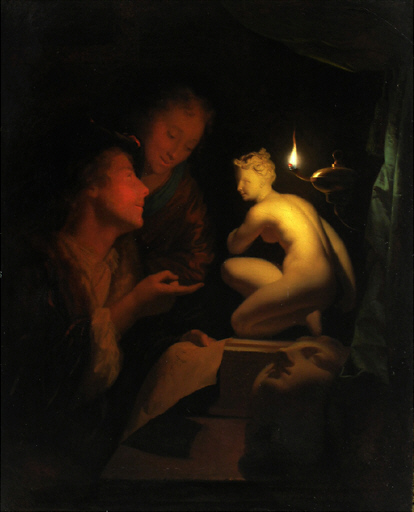
Godfried Schalcken: Due uomini che esaminano un'opera d'arte alla luce di candela

I quadri di Schalcken sono caratterizzati dai giochi di luce: era solito dipingere soggetti in ambienti scuri illuminati da candele.

## Biografia
Studiò pittura sotto la guida di van Hoogstraten a Dordrecht ed in seguito con Gerhard Douw a Leida. I suoi primi dipinti di genere somigliano a quelli di questo maestro. Lavorò a Leida fino al 1675 ca. e ritornò a Dordrecht fino al 1691, quando si stabilì a L'Aia.
Visitò l'Inghilterra (1692-1697) e nel 1703 entrò al servizio dell'elettore palatino Giovanni Guglielmo, della casa dei Wittelsbach-Zweibrücken a Düsseldorf. 
Schalcken dipinse diversi ritratti, tra cui quello a mezzo busto di Guglielmo III d'Inghilterra, ora al Rijksmuseum, è un buon esempio. In quest'opera mostra un effetto di luce di candela che usò frequentemente con ottima efficacia in molti dei suoi dipinti. I suoi quadri possono essere ammirati alle collezioni di Buckingham Palace, del Louvre, a Vienna e a Dresda.
Nel 1979 è stato girato il film tv Schalcken the Painter di Leslie Megahey.

## Dipinti
Il suo capolavoro è una scena da Vrouwtje kom ten Hoof che si trova a Buckingham Palace. 
Altri lavori importanti sono:
National Gallery (Londra)
Old Woman Scouring a Pot
Soldier Giving Money to a Woman
A Woman singing and a Man with a Cittern
LouvreCouple éclairé par une bougie
Vieillard écrivant
Alte Pinakothek di Monaco di BavieraGirl Blowing Out Taper
Gemäldegalerie di DresdaGirl Reading Letter
Gemäldegalerie di BerlinoThe Boy Angling
L'AiaToilet by Candle

### Italia
- XVII secolo, Eremita, dipinto documentato nella raccolta di Antonio Lucchesi-Palli della galleria di Palazzo Campofranco di Palermo.[4]
- Accademia di San Luca, Interno di osteria[5], proveniente dal Lascito Dumarest.

### Schalken the Painter
I lavori di Schalken, con la loro atmosfera hanno ispirato un racconto Strange Event in the Life of Schalken the Painter di Sheridan Le Fanu, pubblicato nel 1839.

## Altre letture
- Il testo completo in inglese del Strange Event in the Life of Schalken the Painter di Sheridan Le Fanu
- DeGroot, Catalogue of Dutch Painters (New York, 1913)